# Messy
Messy és un municipi francès, situat al departament de Sena i Marne i a la regió de Illa de França. L'any 2007 tenia 1.081 habitants.
Forma part del cantó de Claye-Souilly, del districte de Meaux i de la Comunitat de comunes Plaines et Monts de France.

## Demografia

### Població
El 2007 la població de fet de Messy era de 1.081 persones. Hi havia 407 famílies, de les quals 82 eren unipersonals (39 homes vivint sols i 43 dones vivint soles), 110 parelles sense fills, 188 parelles amb fills i 27 famílies monoparentals amb fills.
La població ha evolucionat segons el següent gràfic:
Habitants censats

### Habitatges
El 2007 hi havia 435 habitatges, 406 eren l'habitatge principal de la família, 8 eren segones residències i 21 estaven desocupats. 359 eren cases i 76 eren apartaments. Dels 406 habitatges principals, 288 estaven ocupats pels seus propietaris, 113 estaven llogats i ocupats pels llogaters i 6 estaven cedits a títol gratuït; 12 tenien una cambra, 47 en tenien dues, 60 en tenien tres, 89 en tenien quatre i 199 en tenien cinc o més. 354 habitatges disposaven pel capbaix d'una plaça de pàrquing. A 148 habitatges hi havia un automòbil i a 239 n'hi havia dos o més.

### Piràmide de població
La piràmide de població per edats i sexe el 2009 era:
| Homes | Edats   | Dones |
| ----- | ------- | ----- |
| 0     | 95 o +  | 0     |
| 0     | 90 a 94 | 0     |
| 0     | 85 a 89 | 0     |
| 8     | 80 a 84 | 0     |
| 24    | 75 a 79 | 16    |
| 8     | 70 a 74 | 24    |
| 4     | 65 a 69 | 0     |
| 8     | 60 a 64 | 20    |
| 24    | 55 a 59 | 8     |
| 32    | 50 a 54 | 40    |
| 36    | 45 a 49 | 20    |
| 48    | 40 a 44 | 36    |
| 28    | 35 a 39 | 28    |
| 36    | 30 a 34 | 36    |
| 24    | 25 a 29 | 36    |
| 20    | 20 a 24 | 20    |
| 16    | 15 a 19 | 20    |
| 28    | 10 a 14 | 20    |
| 36    | 5 a 9   | 48    |
| 28    | 0 a 4   | 44    |

## Economia
El 2007 la població en edat de treballar era de 748 persones, 591 eren actives i 157 eren inactives. De les 591 persones actives 574 estaven ocupades (302 homes i 272 dones) i 17 estaven aturades (5 homes i 12 dones). De les 157 persones inactives 63 estaven jubilades, 56 estaven estudiant i 38 estaven classificades com a «altres inactius».

### Ingressos
El 2009 a Messy hi havia 400 unitats fiscals que integraven 1.070,5 persones, la mediana anual d'ingressos fiscals per persona era de 25.219 €.

### Activitats econòmiques
Dels 29 establiments que hi havia el 2007, 1 era d'una empresa de fabricació de material elèctric, 2 d'empreses de fabricació d'altres productes industrials, 5 d'empreses de construcció, 6 d'empreses de comerç i reparació d'automòbils, 5 d'empreses de transport, 1 d'una empresa d'informació i comunicació, 5 d'empreses de serveis, 1 d'una entitat de l'administració pública i 3 d'empreses classificades com a «altres activitats de serveis».
Dels 10 establiments de servei als particulars que hi havia el 2009, 1 era una oficina de correu, 3 tallers de reparació d'automòbils i de material agrícola, 2 paletes, 1 guixaire pintor, 1 fusteria, 1 empresa de construcció i 1 saló de bellesa.
L'únic establiment comercial que hi havia el 2009 era una botiga de menys de 120 m².
L'any 2000 a Messy hi havia 5 explotacions agrícoles que ocupaven un total de 945 hectàrees.

## Equipaments sanitaris i escolars
El 2009 hi havia una escola elemental integrada dins d'un grup escolar amb les comunes properes formant una escola dispersa.

## Poblacions més properes
El següent diagrama mostra les poblacions més properes.